# Operatie Wellhit
Operatie Wellhit is een militaire operatie tijdens de Tweede Wereldoorlog van het Canadese 3e infanteriedivisie (onderdeel van het 1e Canadese Leger) om de versterkte haven van Boulogne-sur-Mer in het noorden van Frankrijk in te nemen. In eerste instantie had de Canadese 9e infanteriedivisie gehoopt om Boulogne-sur-Mer in te nemen als onderdeel van hun opmars langs de kust, maar door de verdediging moesten ze op 8 km van de stad halt houden.
Hoewel de verdediging van de stad onvolledig was, was de bestaande fortificatie voldoende bestand tegen de massale bombardementen voor en tijdens de slag veelvoudig gebruik van gespecialiseerde tanks van het 79th Armoured Division. Hoewel de materiële schade lager lag dan verwacht, was de operatie een succes door de hoge coördinatie tussen artillerie, luchtmacht, tankdivisie en infanterie. De operatie duurde van 17 tot 22 september 1944.

## Fort Boulogne
Boulogne-sur-Mer was een van de vele kanaalhavens die Adolf Hitler wou omvormen tot fort. Het idee was om deze steden zwaar te versterken en er soldaten te huisvesten die bereid waren te vechten tot het einde, om zo de geallieerden het gebruik van de faciliteiten te ontzeggen. Maar in de praktijk was de verdediging landinwaarts onvolledig, veel van de garnizoenstroepen waren tweederangs en gedemoraliseerd door de isolatie en de onmogelijkheid van de Wehrmacht om versterking te sturen of ze te komen redden. Tijdens de slag werd geen van de sterkpunten tot het laatste punt verdedigd, omdat ze verkozen om zich over te geven aan de overmacht.
De stad en haven van Boulogne-sur-Mer liggen in de mond van de rivier Liane, die ten noordwesten van de stad Het Kanaal instroomt. De Liane splitst het gebied waardoor een schiereiland is gelegen tussen de rivier en de kust. De stad is omgeven door verschillende verhogingen die door de eeuwen versterkt zijn ter verdediging van de stad. De opmerkelijkste versterkingen en artilleriestellingen zijn La Trésorerie, Mont Lambert, Herquelinge en nog verschillende versterkingen ten zuiden van Outreau op het schiereiland.
De Duitser Ferdinand Heim werd enkele weken voordat de geallieerde troepen Boulogne-sur-Mer bereikten aangesteld. De stad zelf was sterk gefortificeerd, maar het omliggend gebied was open. Heim had de opdracht gekregen om een substantiële verdedigingszone te maken, maar had noch de specialisten noch de middelen om dit te verwezenlijken.

## Voorbereiding
De opmars naar Duitsland was mede afhankelijk van de snelheid van bevoorrading van het front. Een beperkende factor was de loscapaciteit van de veroverde havens. De haven van Boulogne-sur-Mer zou een welkome aanvulling zijn. De zwakke plekken in de verdediging van Boulogne-sur-Mer werden niet gebruikt door de Canadese commandant Harry Crerar. Hij oordeelde dat een directe aanval nodig was, ondersteund door hevige bombardementen zowel van land, lucht als vanuit zee. Het werkte in het voordeel van de geallieerden dat Le Havre reeds heroverd was.
De voorbereidingen voor Wellhit werd bemoeilijkt doordat de munitie vanuit Normandië en Dieppe moest komen. Daarnaast diende pantservoertuigen uit Le Havre te worden overgebracht. Door de hulp van het Franse verzet en geëvacueerde burgers kwamen de Canadezen aan kostbare informatie over de Duitse verdediging.
In de dagen voor de aanval werden er pogingen ondernomen om de Duitse verdedigingen te verzwakken door lucht- en artilleriebombardementen. In de laatste 90 minuten voor de aanval was een zwaar bombardement door een paar honderd zware en middelzware bommenwerpers. Deze beschietingen brachten relatief maar weinig schade aan en de ontstane bomkraters vormde bij de opmars een hindernis voor de infanterie.

## De aanval
Het doel van de aanval was om de noordelijke en zuidelijke verdediging van de stad in te nemen, om vervolgens Boulogne-sur-Mer vanuit het oosten in te nemen. De Duitse artillerie in La Trésorerie zorgde voor een zware bedreiging voor de hoofdaanval. Het North Shore Regiment en de 8e Brigade voerde vooraf een aanval uit om deze uit te schakelen. Twee infanteriebrigades rukten in de hoofdaanval, parallel op via de hoofdweg van La Capelle naar het oosten. Het 8e Canadese Infanterie Brigade bevond zich ten noorden van de weg en de 9e Canadese Infanterie Brigade ten zuiden van de weg.
Toen het belangrijkste stedelijk gebied ingenomen was, zou de 8e Brigade het gebied rond Wimille, Wimereux en Fort de la Crèche bevrijden en 9e Brigade zou het schiereiland Outreau bevrijden.

### Dag 1 - 17 september
De hoofdaanval verliep volgens plan. Tijdens beide aanvallen werd de infanterie vervoerd in Kangoeroes (tank die omgebouwd was om personen te vervoeren).
De drie belangrijkste Duitse artilleriepunten werden aangevallen. De 8e brigade veroverde Rupembert, inclusief de intact zijnde radioinstallatie. Mont Lambert was in defensief opzicht het sleutelpunt bij de verdediging van Boulogne-sur-Mer. De 9e brigade baande zich een pad door het mijnenveld dat hier lag. Hierdoor was bij zonsondergang het grootste gedeelte van Mont Lambert in Canadese handen. La Trésorerie bleek moeilijker dan aanvankelijk gedacht. De aanval werd belemmerd door een mijnenveld, maar hun artillerie kon de hoofdaanval niet verhinderen.

### Dag 2 - 18 september
De artillerie van La Trésorerie werd veroverd door regimenten van de 8e brigade, waarop de opmars in de buitenwijken en de heuvels ten noorden van het centrum volgde.
Om 11 uur bezette de 9e brigade Mont Lambert in zijn geheel. De Duitse generaal Heim geloofde dat als Mont Lambert zou vallen dat de verdediging van de haven onmogelijk zou zijn. Ondertussen trokken de Canadezen op tot voorbij Saint-Martin tot aan de citadel. Dit gebied was een belangrijk punt boven de haven, deze was ommuurd. Tijdens de voorbereidingen voor de aanval op de citadel, opende een Franse burger een voor de Duitsers onbekende doorgang. Hiermee werd een peloton voorbij de muren gebracht. Op datzelfde moment schoot een tank de poort stuk om de Duitsers tot overgave te dwingen.
In het stadscentrum trokken de geallieerden op langs de rivier. De Duitsers hadden de bruggen opgeblazen. Nadat beide zijden van de Liane in handen van de Canadezen waren, werd 's nachts een brug gerepareerd, om zo transport van materiaal mogelijk te maken.

### Dag 3 - 19 september
Eens over de Liane, verplaatste de 9e brigade zich aan de zuidzijde van de oever en bevrijdde de voorstad Outreau. De 9e brigade werd vanaf een versterkte positie boven op het schiereiland zwaar onder vuur genomen. Door een goede coördinatie tussen de infanterie en spervuur was het mogelijk om de versterkte positie in te nemen.
De reservedivisies voerden een succesvolle aanval uit op Herquelingue in de nacht van 18 op 19 september. Aldaar zat een grote groep Duitsers verscholen in de tunnels onder de fortificaties. Zij werden pas ontdekt, nadat zij zichzelf verraden hadden. Het sterk verdedigde Fort de la Crèche werd aangevallen door de 8e brigade.

### Dag 4 - 20 september
De Canadezen veroverden stroomopwaarts van de Liande Saint-Étienne-au-Mont. Vervolgens trokken ze het schiereiland op om daar de kustverdediging van Nocquet, Ningles en Le Portel in te nemen. Een deel scheidde zich af, stak de Liane over en viel de Duitsers aan vanaf de zuidflank.
De bevrijding van Wimille in het noorden volgde later die dag.

### Dag 5 - 21 september
Aan de noordzijde volgde de aanval op Wimereux. Hierbij werd geen artillerie gebruikt om zo het risico op burgerslachtoffers te minimaliseren. Acties tegen Fort de la Crèche dat bestond uit verkenningspatrouilles. Deze ondervonden hevige weerstand, maar een aanval van bommenwerpers van de 2e groep van de RAF zorgde ervoor dat het moreel bij de Duitse verdediging gebroken werd.

### Dag 6 - 22 september
Wimereux werd bevrijd tot opluchting van de plaatselijke bevolking. De gedemoraliseerde Duitse troepen van Fort de la Crèche gaven zich over na een kortstondige actie en bombardementen iets voor 8 uur in de morgen. Heel de noordelijke regio van Boulogne-sur-Mer was nu in Canadese handen.
De laatste grote weerstand werd geboden op de forten bij Le Portel op het schiereiland van Outreau. Er werd een ultimatum tot overgave gesteld. Net voordat het ultimatum zou verstrijken, marcheerde het garnizoen van het noordelijke fort uit het fort en gaf zich over. Hierdoor was enkel het zuidelijke fort in Duitse handen, waar generaal Heim zijn hoofdkwartier had ingericht. Er werd een aanval ingezet met gepantserde voertuigen en vlammenwerpers. Hierdoor werd de Duitse artillerie uitgeschakeld. Er kwam een staakt-het-vuren tot stand in de middag, waar Heim kort erna werd gevangengenomen.
Op de golfbreker van de haven bevond zich nog een eenzame Duitse schutter die bleef vuren totdat Heim het bevel gaf om zich over te geven.

## Nasleep
Na afloop van de strijd, keerde de plaatselijke bevolking terug naar hun woningen en het kwam het dagelijkse leven weer op gang. Canadian Civil Aid zorgde voor gaarkeukens, water en medische hulp aan de bevolking. De haven van Boulogne-sur-Mer moest vrijgemaakt worden van puin, gezonken schepen en mijnen voordat deze in gebruik genomen kon worden. De 8e en 9e brigade van het Canadese leger trok inmiddels op naar Calais en de zware batterijen aan Cap Gris-Nez. Op 10 oktober werd de haven met een Pluto-pijplijn verbonden met Dungeness. Schepen konden vanaf 14 oktober weer de haven in. Tegen die tijd was Antwerpen ook reeds beschikbaar voor de geallieerden.